# Ватерполо репрезентација Русије
Ватерполо репрезентација Русије представља Русију на међународним ватерполо такмичењима. Такмичи се под тим именом од 1993. године. Раније до 1991. је то била репрезентација СССР, а затим репрезентација ЗНД. 

## Резултати на међународним такмичењима

### Олимпијске игре
- 1996: 5. место
- 2000:   2. место
- 2004:  3. место
- 2008: Није се квалификовала

### Светско првенство
- 1994:  3. место
- 1998: 6. место
- 2001:  3. место
- 2003: 10. место
- 2005: 7. место
- 2007: 7. место
- 2009: Није се квалификовала
- 2011: Није се квалификовала

### Европско првенство
| - 1993: 6. место - 1995: 6. место - 1997: 3. место - 1999: 5. место - 2001: 5. место |  | - 2003: 4. место - 2006: 9. место - 2008: 10. место - 2010: 11. место |

### Светски куп
| - 1993: 5. место - 1995: 3. место - 1997: 4. место - 1999: 4. место |  | - 2002: Победник - 2006: 8. место - 2010: Није се квалификовала |

### Светска лига
| - 2002: Победник - 2003 - 2004: Није учествовала - 2005: Квалификациони турнир |  | - 2006: Квалификациони турнир - 2007: Квалификациони турнир - 2008: Квалификациони турнир |  | - 2009: Квалификациони турнир - 2010: Квалификациони турнир - 2011: Квалификациони турнир - 2012: Квалификациони турнир |